# Ion Antonescu

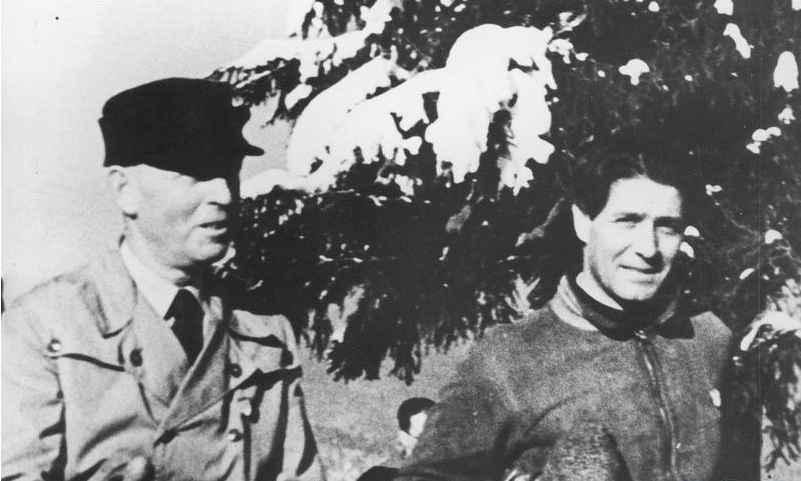
Ion Antonescu i Corneliu Zelea Codreanu w 1935 roku

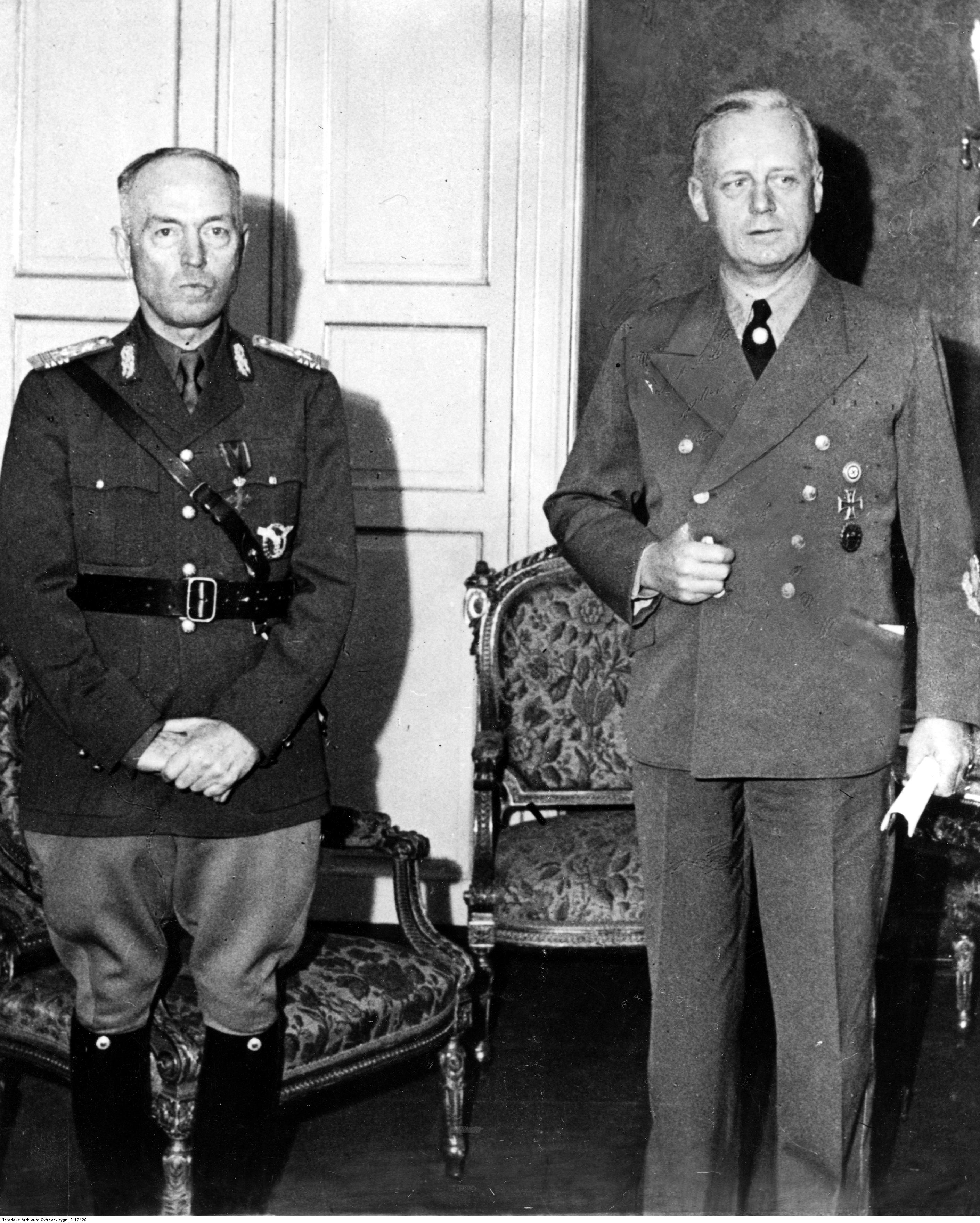
Marszałek Ion Antonescu i minister spraw zagranicznych III Rzeszy Joachim von Ribbentrop w czerwcu 1941 roku

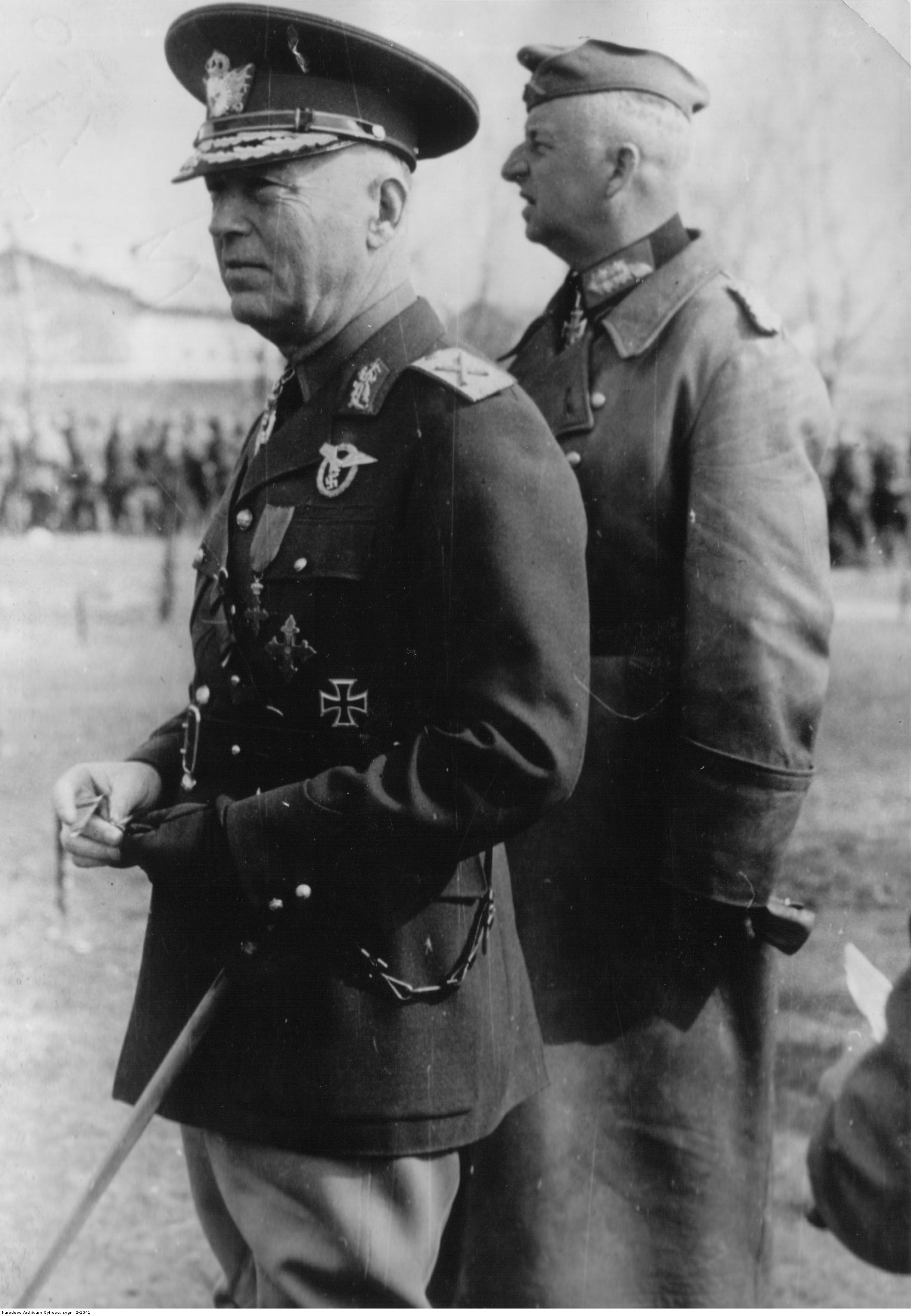
Antonescu i gen. Erich von Manstein w 1942 roku

Ion Antonescu [iˈon antoˈnesku] (ur. 15 czerwca 1882 w Pitești, zm. 1 czerwca 1946 w Jilavie) – rumuński polityk i wojskowy, Mareșal, w latach 1940–1944 sprawował w Królestwie Rumunii funkcję premiera, faktycznie natomiast posiadał autorytarną władzę dyktatorską jako Conducător. W latach 1937–1938 i 1940–1942 (z krótką przerwą) minister wojny, w 1941 również minister spraw zagranicznych oraz minister kultury i spraw religijnych.

## Życiorys
Pochodził ze średniozamożnej rodziny mieszczańskiej, która od kilku pokoleń rozwijała tradycje wojskowe. Za namową ojca rozpoczął naukę w Szkole Wojskowej w Krajowie. W 1904 roku jako podporucznik rozpoczął regularną służbę w rumuńskiej armii. Był trudnym do okiełznania żołnierzem. Buntował się przeciwko rozkazom, miał indywidualistyczne zapędy. Zdradzał także upodobania do całkowitego podporządkowywania sobie podwładnych. Był jednak inteligentnym człowiekiem, sprawnym organizatorem i niewątpliwie posiadał zmysł dowódczy. Służył w kawalerii, a w latach 1911−1913 rozwijał swoje umiejętności w Wyższej Szkole Wojskowej. Odznaczył się dużym zaangażowaniem w tłumienie chłopskich protestów, a podczas II wojny bałkańskiej pracował w sztabie. W czasie I wojny światowej sprawował przede wszystkim funkcje sztabowe. W 1918−1919 brał udział w stłumieniu rebelii chłopskiej w rejonie Gałacza oraz walce z Węgierską Republiką Rad. W pierwszej połowie lat 20. XX wieku wyjeżdżał z licznymi misjami dyplomatycznymi, w tym do Wielkiej Brytanii i Francji, obejmując stanowiska attache wojskowego. Od 1928 roku pracował w rumuńskim Sztabie Generalnym, a w 1933 roku został jego szefem. Już rok później zmuszony był ustąpić ze stanowiska, bowiem jego koncepcje dotyczące rozbudowy i reorganizacji armii nie zostały zaakceptowane przez ministra obrony. Co więcej, popadł w konflikt z królem Karolem II. Antonescu zainteresowały się rumuńskie służby wewnętrzne. Niechęć do króla sprowokowała wojskowego do silnego zaangażowania w politykę. Nawiązał on ścisłą współpracę ze skrajnie prawicowymi ugrupowaniami, które w 1937 roku uzyskały duże poparcie w wyborach parlamentarnych. Antonescu został mianowany ministrem obrony w rządzie Octaviana Goga. Następnie rozpoczął szeroko zakrojone przygotowania do ewentualnej wojny z Bułgarią, starając się zabezpieczyć kraj na wypadek konfliktu. Nie ma zbieżności co do ówczesnych poglądów wojskowego na sprawy polityki zagranicznej. Można jednak domniemywać, że już wtedy sympatyzował z Włochami i Niemcami. Linia programowa obydwu ruchów polityczno-społecznych była w dużej mierze zgodna z jego poglądami. 
5 września 1940 roku został powołany przez króla Karola II na stanowisko premiera. Po objęciu funkcji zmusił 6 września 1940 roku króla do abdykacji na rzecz dziewiętnastoletniego syna Michała I, sam zaś ogłosił siebie conducatorem („wodzem”), przejął faktyczną władzę dyktatorską i pozwolił III Rzeszy na wprowadzenie wojsk do Rumunii. Władzę sprawował przy pomocy faszystowskiej Żelaznej Gwardii.
23 listopada 1940 roku Antonescu podpisał układ o dołączeniu Rumunii do paktu trzech. W styczniu 1941 r. stłumił pucz Żelaznej Gwardii. W czerwcu podczas spotkania z Adolfem Hitlerem powiedział, że armia rumuńska jest gotowa wziąć udział w walkach na froncie wschodnim. Liczył, że dzięki obecności w obozie zwycięzców (jakimi miały być państwa Osi) Rumunia odzyska Besarabię i północną Bukowinę, które utraciła na rzecz ZSRR po ultimatum sowieckim 26 czerwca 1940 roku. Wypełniając swe zobowiązania w sojuszu z Niemcami, rozpoczął w 1941 roku wojnę z ZSRR. Podczas jego rządów tysiące Żydów z Besarabii i Bukowiny zostało deportowanych do Transnistrii, gdzie urządzono obozy śmierci. Większość Żydów, którzy znaleźli się w tych obozach, nie przeżyła wojny. W okresie rządów Antonescu w Rumunii zginęło od 280 tysięcy do 380 tysięcy Żydów. Gdy 12 kwietnia 1944 roku dotarła do niego propozycja sowiecka dotycząca zaprzestania działań wojennych, pozostawił ją bez odpowiedzi.
20 sierpnia 1944 roku Armia Czerwona rozpoczęła ofensywę przeciwko wojskom rumuńskim i niemieckim nad Dniestrem dokonując głębokiego przełamania frontu, okrążając w okolicy Kiszyniowa 20 dywizji niemieckich i prąc w głąb kraju. Po klęsce rumuńskiej 4 Armii 23 sierpnia 1944 roku król Michał I próbował przekonać Antonescu do ogłoszenia zawieszenia broni. Gdy dyktator odmówił, został aresztowany i uwięziony, a sformowany przez króla rząd wydał rozkaz przerwania walk z Armią Czerwoną, zaś 25 sierpnia 1944 roku wypowiedział wojnę III Rzeszy. Na żądanie Józefa Stalina niedawny conducator został przekazany Sowietom i 3 września przewieziony do Moskwy. Jego proces rozpoczął się jednak w Bukareszcie 6 maja 1946 roku. Został skazany na karę śmierci i rozstrzelany. Wyrok wykonano 1 czerwca 1946 roku.

## Antonescu pośmiertnie
Został częściowo zrehabilitowany przez Nicolae Ceaușescu, co było zgodne z nacjonalizmem i antyradzieckością Ceaușescu. Antonescu postrzegany był przez ówczesnych komunistów jako patriota, który popełnił szereg błędów, lecz nie jako zdrajca. Po upadku komunizmu w Rumunii wśród społeczeństwa wzrosła sympatia do byłego przywódcy.
5 grudnia 2006 roku sąd apelacyjny w Bukareszcie wydał wyrok, w którym częściowo zwolnił marszałka Iona Antonescu z odpowiedzialności za sojusz z nazistowskimi Niemcami w wojnie ze Związkiem Radzieckim. Jego oraz innych członków ówczesnego rumuńskiego rządu uznano za niewinnych zbrodni przeciwko pokojowi, ponieważ według opinii sądu wojna rumuńsko-radziecka była „zapobiegawcza i obronna” oraz „prawnie usprawiedliwiona”. „Wojna o wyzwolenie Besarabii i północnej Bukowiny” została uznana za uprawnioną w okresie od 22 czerwca 1941 roku aż do „usunięcia radzieckiego zagrożenia militarnego”. W maju 2008 roku rumuński sąd najwyższy uchylił jednak powyższą decyzję. Informacja o częściowej rehabilitacji prawnej marszałka Antonescu, jako próba przepisania historii, wzbudziła wcześniej protesty w Mołdawii i Rosji.
W 2019 roku dziesięć rumuńskich ulic nosiło imię Iona Antonescu (znajdują się one między innymi w Konstancy, Bechecie i Rymniku). W Sărmașu znajduje się jego popiersie.
W plebiscycie 100 najwybitniejszych Rumunów zorganizowanym przez Televiziunea Română zajął 6. miejsce.

## Ordery i odznaczenia
- Order Michała Walecznego (trzykrotnie)
- Order Cnoty Wojskowej
- Krzyż Rycerski Krzyża Żelaznego
- Order Zasługi Orła Niemieckiego
- Krzyż Żelazny (dwukrotnie)
- Tarcza Krym
- Krzyż Wielki Orderu Białej Róży Finlandii